# Escuinapa de Hidalgo
Escuinapa de Hidalgo är en ort i Mexiko.   Den ligger i kommunen Escuinapa och delstaten Sinaloa, i den centrala delen av landet, 800 km nordväst om huvudstaden Mexico City. Escuinapa de Hidalgo ligger 24 meter över havet och antalet invånare är 28 248.
Terrängen runt Escuinapa de Hidalgo är platt åt sydväst, men åt nordost är den kuperad. Runt Escuinapa de Hidalgo är det ganska glesbefolkat, med 40 invånare per kvadratkilometer. Escuinapa de Hidalgo är det största samhället i trakten. Omgivningarna runt Escuinapa de Hidalgo är en mosaik av jordbruksmark och naturlig växtlighet.